# Ozark (TV-serie)
Ozark är en amerikansk dramaserie vars första säsong hade premiär den 21 juli 2017 på Netflix.
Serien gick i fyra säsonger. Den nominerades för sammanlagt 45 stycken Primetime Emmy-priser, och Julia Garner vann flera av dem för hennes skådespelarinsats.

## Handling
Serien handlar om Marty Byrde. Han är en revisor vars affärspartner bestämmer sig för att börja göra affärer med maffian och dessutom försöka lura dem på pengar. När det väl uppdagas åtar sig Marty, för att rädda livet på sig och sin familj, att han ska tvätta pengar åt dem i stor skala. För att göra det flyttar han med hela sin familj till Ozarkbergen i centrala Missouri. Där hamnar han i konflikt med den lokala maffian.

## Rollista (i urval)
- Jason Bateman – Marty Byrde
- Laura Linney – Wendy Byrde
- Julia Garner – Ruth Langmore